# Родерсхаузен
Родерсхаузен (нем. Rodershausen) — община в Германии, в земле Рейнланд-Пфальц.
Входит в состав района Айфель-Битбург-Прюм. Подчиняется управлению Нойербург. Население составляет 177 человек (на 31 декабря 2010 года). Занимает площадь 5,36 км².